# De grot van Gregorius
De grot van Gregorius is een stripverhaal uit de reeks van Suske en Wiske. Het is geschreven door Peter Van Gucht en getekend door Luc Morjaeu. Het kwam uit als 361ste album in de Vierkleurenreeks op 22 januari 2022.

## Personages
- Suske, Wiske, Lambik, tante Sidonia, Marek, Pezo Zwanztny, inspecteur Djetzki[1], Aleksander Bogaty, cameraman, Partryzja en een man (helikopterpiloten), Razkal[2] en andere journalisten

## Locaties
- Tartarië

## Verhaal
Lambik bekijkt op zijn tablet een documentaire over Tartarië, een oerbos met tachtigduizend hectare vol gigantische bomen, rotsen, meren en rivieren. Hij is samen met Suske en Wiske aan het kamperen en te lui om echt op pad te gaan. Suske en Wiske gaan daarom alleen het park in. Als tante Sidonia bij te tent komt, wordt ze boos op Lambik en stuurt hem achter de kinderen aan. Lambik ziet een bord en komt zo te weten dat er een enorm industrieterrein zal worden gebouwd in het park. De kinderen helpen een jongen die op de vlucht is voor een vrouw. Hij blijkt Marek te heten en vertelt dat hij ontvoerd zou worden, zijn vader is schatrijk. Hij wil naar Zizkeez aan de noordelijke kant van het woud. Survival is de hobby van Suske en hij weet veel dingen van de natuur die hen helpen te overleven, er is geen bereik voor de mobiele telefoon. 
's Nachts vertelt Marek dat zijn moeder vorig jaar is overleden. Zij bracht hem de liefde voor de natuur bij. Wiske ziet dan dat er op de rugzak van Marek het woord 'Bogaty' is genaaid. Ondertussen neemt de vrouw die achter Marek aanzat, ze heet Pezo, contact op met haar opdrachtgever. Hij wil Marek en geeft opdracht de twee kinderen in de stad af te zetten. Inmiddels zijn tante Sidonia en Lambik bij de politie om de verdwijning van Suske en Wiske te melden. Inspecteur Djetzki neemt contact op met een persoon die hij 'excellentie' noemt en waarschuwt hem. De premier van Tartarië komt op het politiebureau en stelt zich voor aan Lambik en tante Sidonia. Hij heeft een cameraman meegenomen en wil meedoen met de zoektocht.
Wiske vindt in een schuilhut een krant en ziet dat de premier van Tartarië dezelfde achternaam heeft als de naam op de rugzak van Marek. De premier, Lambik en tante Sidonia worden in een helikopter boven het woud van Tartarië gebracht en ze zoeken de vermiste kinderen. Marek komt via een brug over een kloof, maar zorgt ervoor dat de brug wordt vernietigd. Suske en Wiske blijven dus aan de kant waar Pezo ook is. Ze beklimmen een berg om aan de vrouw te ontkomen, maar Pezo valt dan. Suske en Wiske helpen de gewonde vrouw en komen erachter dat ze Marek naar huis wilde brengen. Ze is ingehuurd door zijn vader, de premier van Tartarië. Inmiddels is de helikopter teruggekeerd en veel journalisten wachten het gezelschap op. Razkal vertelt dat Zuzanna Bogaty vorig jaar is gevallen in het bos. Ze overleed hierdoor.
De premier is van de Gezinspartij en wilde banen creëren. Hiervoor wilde de premier een groot deel van het woud opofferen om er een industriezone aan te leggen, dit zou banen opleveren. Zuzanna was bio-ingenieur en wilde het oerbos sparen. Het echtpaar had vaak ruzie over dit onderwerp en na een ruzie vertrok de vrouw het bos in, om niet meer levend terug te komen. Ook de relatie tussen de premier en zijn zoon is verslechterd, hij houdt zijn vader verantwoordelijk voor de dood van zijn moeder. De journalist heeft gezien dat de jongen de vorige dag uit zijn ouderlijk huis vertrok en Razkal vermoed dat hij naar de grot van Gregorius gaat, de plek waar zijn moeder omkwam. Gregorius is een mythische beer en Zuzanna wilde bewijzen dat er nog beren zijn, maar ze zijn al honderden jaren uitgestorven in deze omgeving.
Lambik en tante Sidonia beseffen dat ze met opzet niet over de bergen zijn gevlogen en dan vertelt Razkal dat de premier er alles aan zal doen om zijn zoon niet te vinden met het gezelschap. Het mag niet openbaar worden dat er problemen zijn in zijn gezin, zo vertelt Razkal. Inmiddels heeft Pezo ook alles verteld aan Suske en Wiske. De kinderen gaan achter Marek aan en dan besluit Pezo om de premier met haar satelliettelefoon te bellen. De premier biecht alles op aan tante Sidonia en Lambik, hij dacht dat Pezo de kinderen eenvoudig in veiligheid kon brengen. Maar hij beseft nu dat ze in gevaar zijn en de helikopter stijgt nogmaals op. Hij heeft er spijt van dat hij zich op zijn carrière stortte om de pijn van het verlies van zijn vrouw niet te voelen, hij was er niet voor zijn zoon. 
De helikopter ziet beweging en het gezelschap vindt Pezo. Ze heeft uitwerpselen van een beer gevonden en het blijkt dat Zuzanna dus gelijk had; er zijn nog beren in dit gebied. Suske wordt aangevallen door een keizerarend en moet gewond achterblijven, terwijl Wiske de berg beklimt om bij de grot van Gregorius te komen. Ze praat met de jongen en dan komt de beer tevoorschijn. Marek vertelt dat beren schuw zijn en hij is niet bang, totdat hij ziet dat de beer jongen heeft. Wiske en Marek gaan op de grond liggen en doen alsof ze dood zijn. Dan komen Lambik en de premier bij de grot en de beer wordt met een waarschuwingsschot van een pistool verjaagd. Het dier vlucht de grot in. Terug bij de tent leest Wiske de krant. De premier blijkt ontslag te hebben genomen en het industrieterrein komt op een milieuvriendelijkere plek.